# Никифоров, Леонид Алексеевич
Леонид Алексеевич Никифоров (1911—1987) — советский историк-международник, лауреат Сталинской премии.
Родился 01.04.1911 г. в г. Владимир. В 1919 г. переехал с родителями в Москву и там в 1927 году окончил школу № 73.
Обучился профессии электромонтера и до призыва в армию работал на разных предприятиях.
С 1936 г. студент исторического факультета МГУ. В июне 1941 года получил диплом и ушел добровольцем на фронт. Политрук роты, 659-й стрелковый полк, награждён медалью «За отвагу». В марте 1943 г. тяжело ранен в правую руку на Калининском фронте, проходил лечение в военных госпиталях, комиссован в мае.
Получил направление на учебу в Высшую дипломатическую школу НКИД СССР, которую окончил с отличием в 1945 г.
В 1945—1948 гг. работал в НКИД в отделе США, последняя должность — второй секретарь.
Одновременно готовил кандидатскую диссертацию:
- Русско-английские отношения при Петре I : диссертация … кандидата исторических наук : 07.00.00. — Москва, 1947. — 577 с.

Она была защищена в 1948 году и позже в сокращённом виде издана как монография. За неё в 1952 году присуждена Сталинская премия.
С 1948 по 1962 год работал в МГИМО: декан историко-международного факультета (1948—1953), зав. кафедрой всеобщей истории (1953—1954), зав. кафедрой истории международных отношений и внеш. политики СССР (1957—1959).
В 1960 году защитил докторскую диссертацию:
- Внешняя политика России в последние годы Северной войны : Ништадтский мир : диссертация … доктора исторических наук : 07.00.00. — Москва : Изд-во АН СССР, 1959. — 499 с. : ил.; 27x18 см.

В 1962 году присвоено звание профессора.
С 1962 по 1968 год ректор Московского государственного историко-архивного института.
С 1968 года старший научный сотрудник Института истории СССР.
Похоронен на Новодевичьем кладбище.
Сочинения:
- Русско-английские отношения при Петре I [Текст] / Л. А. Никифоров ; Акад. обществ. наук при ЦК ВКП(б) ; Кафедра всеобщей истории. — [Москва] : Госполитиздат, 1950 (тип. «Кр. пролетарий»). — 279 с.; 1 л. карт. : карт.; 20 см.
- Russisch-Englische Beziehungen unter Peter I [Текст] / Von L. N. (!) Nikiforow ; Übers.: Wolfgang Müller. — Weimar : Böhlaus, 1954. — 377 с.; 22 см.